# Leptodesmus carinovatus
Leptodesmus carinovatus är en mångfotingart som först beskrevs av Carl Graf Attems 1898.  Leptodesmus carinovatus ingår i släktet Leptodesmus och familjen Chelodesmidae. Inga underarter finns listade i Catalogue of Life.